# Станислав Владимиров
Станислав Владимиров е български политик и икономист, бивш член на БСП. Народен представител от „Коалиция за България“ и „БСП за България“ в XLII и XLIV народно събрание. От 2019 г. е кмет на Перник, издигнат от „БСП за България“, а след 2023 г. от местна коалиция „Движение за просперитет на Перник“.

## Биография
Станислав Владимиров е роден на 30 декември 1978 г. в град Перник, Народна република България. Завършва средното си образование с профил английски език в ГПЧЕ „Симеон Радев“ в родния си град. Висшето си образование завършва в УНСС със специалностите „Стопанско управление“ (бакалавър) и „Маркетинг“ (магистър).
Постъпва на работа в сферата на финансовото и банково дело. По-късно е заместник-кмет на община Перник по здравеопазване, социални дейности и сигурност.

### Политическа дейност
На парламентарните избори през 2013 г. е избран за народен представител от 14-ти МИР – Перник от „Коалиция за България“ в 42-рото народно събрание. Членува в Комисията по въпросите на децата, младежта и спорта, Комисията по правата на човека и жалбите на гражданите и Комисията по инвестиционно проектиране.
На парламентарните избори през 2017 г. е избран за народен представител от „БСП за България“ в 44-тото народно събрание.
На местните избори през 2019 г. е кандидат за кмет на Перник от листата на „БСП за България“. На проведения първи тур се нарежда втори с 14 985 гласа (или 39,61%) и отива на балотаж с Вяра Церовска от ГЕРБ с 15 501 гласа (или 40,98%). Избран е на втори тур с 18 652 гласа (или 50,27%).
През февруари 2023 г. той напуска БСП.
На местните избори през 2023 г. е кандидат за кмет на Перник от листата на регистрираната малко преди това местна коалиция „Движение за просперитет на Перник“. От провелия се първи тур от изборите е избран за кмет, като получава 28 514 гласа (или 79,32%).